# Domy chłopskie na Podlasiu

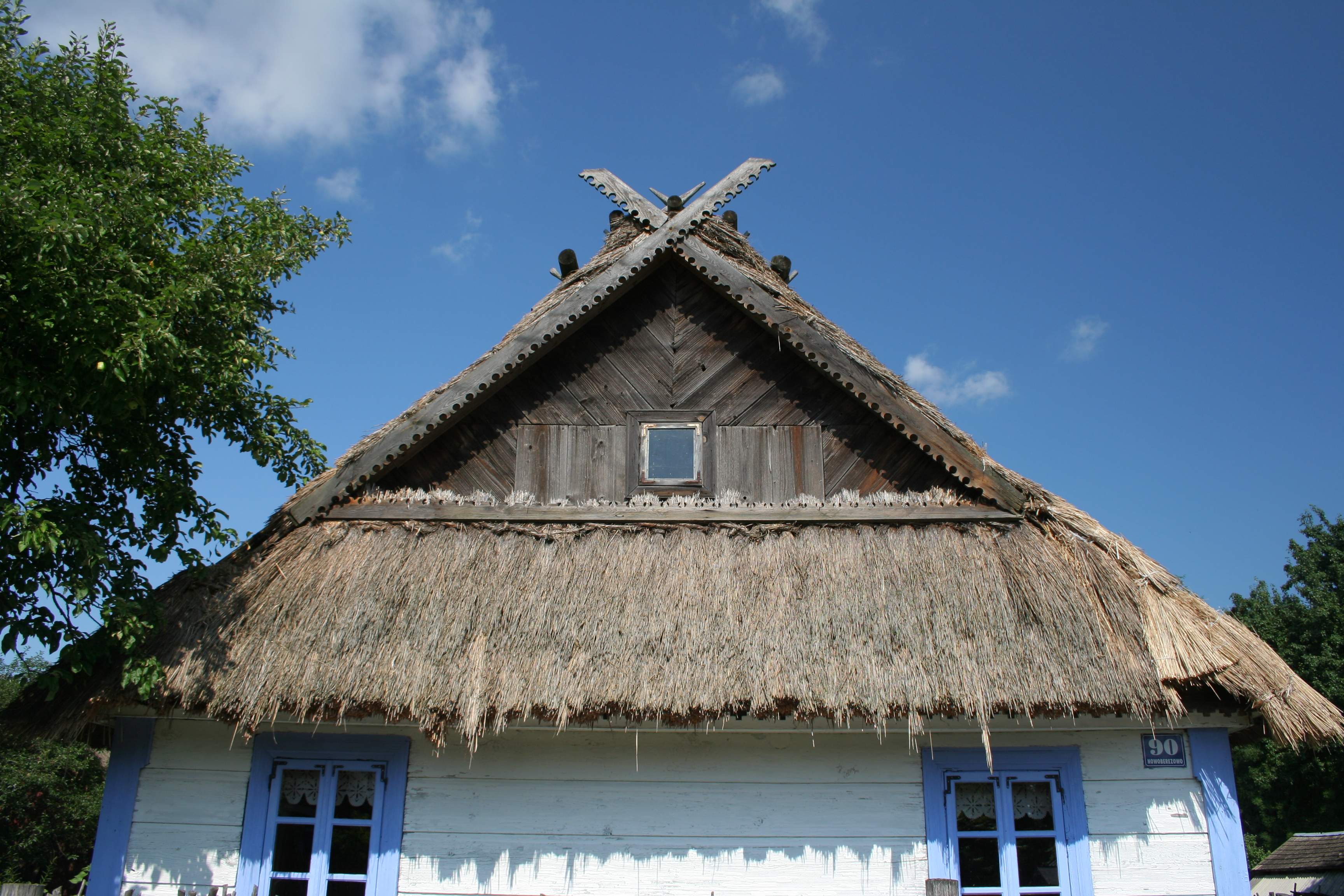
Nowoberezowo, dom nr 90

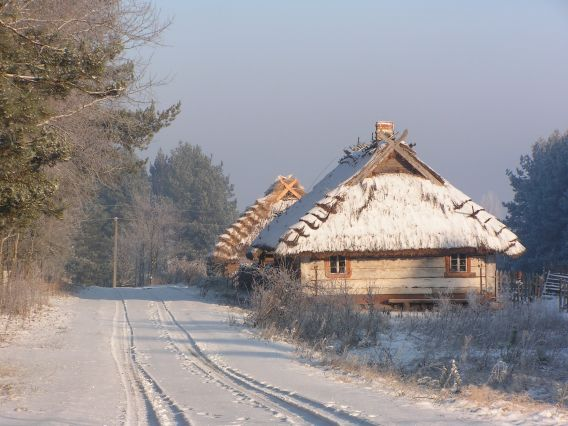
Chałupy chłopskie w Białostockim Muzeum Wsi

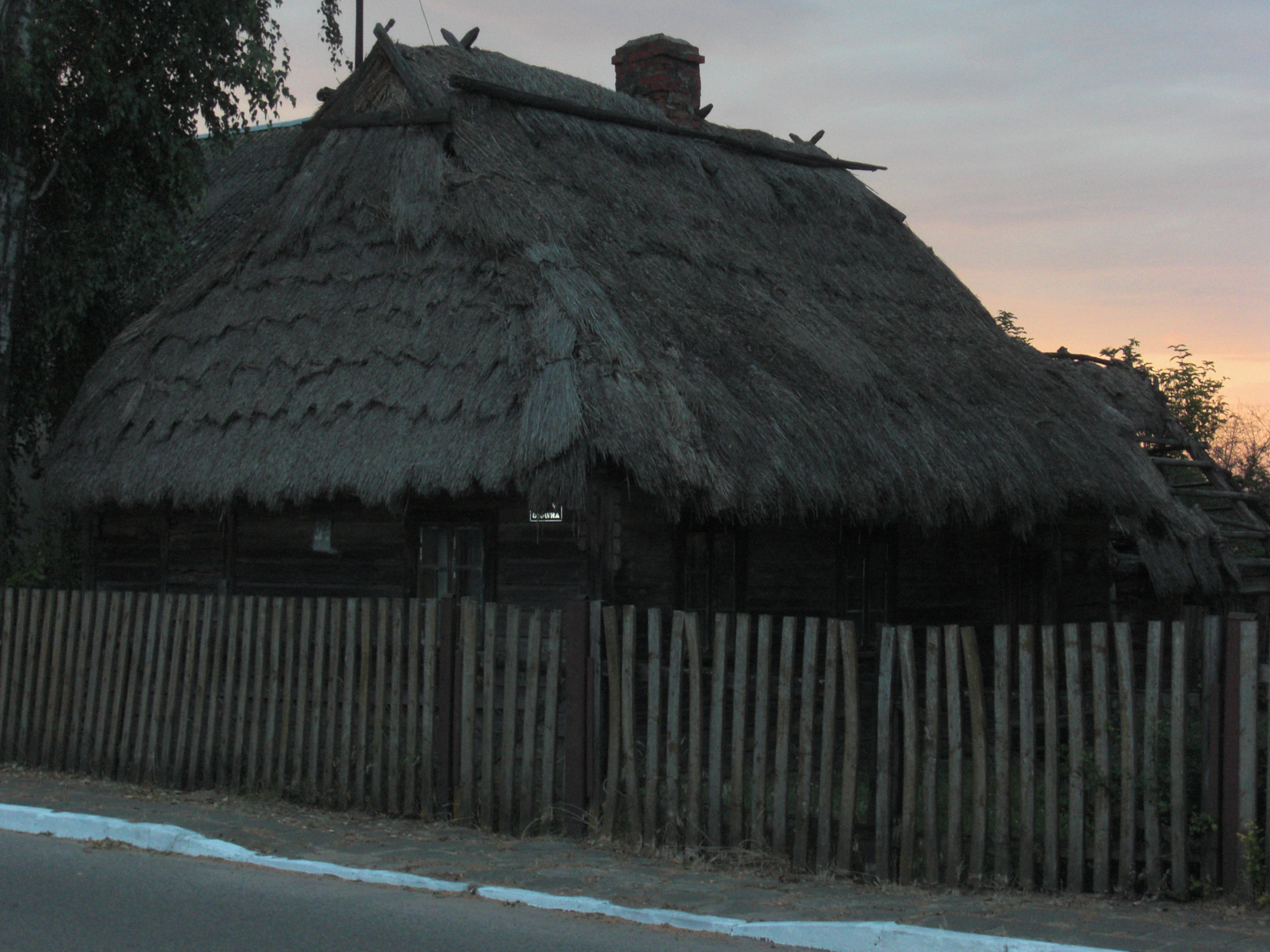
Dubicze Cerkiewne

W wiekach XVI-XVII na Białostocczyźnie wykształciły się dwa podstawowe typy budynków mieszkalnych. Na południu i zachodzie Białostocczyzny dominował typ z układem pomieszczeń ułożonych wokół centralnie usytuowanego pieca z komorowym kominem. Budynek mieszkalny był wyodrębniony względem pozostałych budynków zagrody. Drugi typ, przeważający na wschodzie i północy, posiadał jednotraktowy lub półtoratraktowy układ pomieszczeń, a część mieszkalna i gospodarcza znajdowały się pod wspólnym dachem.
W XVI wieku w wyniku wprowadzenia pomiary włócznej pojawiły się wsie o układzie szeregówki, w których wszystkie zagrody miały ten sam układ, a chałupy były zwrócone szczytami do ulicy. 
Wygląd domu zależał od zamożności gospodarza. Najmniejsze i najuboższe były chaty chłopów pańszczyźnianych. Domy budowane były na planie prostokąta, a złożone z układanych na przemian belek zazębiających się w narożach. Najniżej osadzona belka chaty, zwana podwaliną, leżała na kamieniach osadzonych pod węgłami. Chaty te nie miały komina, w całości były kryte słomą. Kryte słomą dachy były charakterystyczne dla niemal wszystkich budynków wiejskich, niezależnie od stopnia zamożności gospodarza. Jeszcze w czasie dwudziestolecia międzywojennego do rzadkości należały dachy kryte dachówkami.
Chata chłopa pańszczyźnianego składała się zazwyczaj z jednej tylko izby, komory i sieni. Wnętrze izby bielone było wapnem. Komora stanowiła rodzaj magazynu, trzymano w niej żywność. Chaty średniozamożnych i zamożnych gospodarzy również były drewniane, miały jednak więcej izb mieszkalnych. Mogło być ich trzy (trojak), rzadziej – cztery (czworak), bardzo rzadko – pięć. Trojaki składały się z dużej izby, alkierza, komory i sieni. Według Mariana Pokropka ten rodzaj budynku był znany co najmniej od XVI-XVII wieku. Oprócz tego był dom podwójny, który posiadał zdwojony układ pomieszczeń względem trojaka. Dom podwójny posiadał ganek uważany za cechę charakterystyczną dla drobnoszlacheckiego budownictwa. W XIX wieku wszystkie domy były okrywane czterospadowym dachem. Na początku XX wieku zastąpiono go dachem dwuspadowym.
Po uwłaszczeniu w 1861 nastąpił wzrost zamożności, a wraz z nim zmieniły się rozmiary, jak i wygląd domu.
Po I wojnie światowej pojawiła się moda na zdobienie domów.